# Roberto Riva
Roberto Riva (Monza, 23 ottobre 1986) è un pattinatore artistico a rotelle italiano.
Il suo risultato più prestigioso è stata la medaglia d'argento ai Giochi mondiali 2009, vera e propria anticamera dei Giochi olimpici .

## Carriera
Ha iniziato a pattinare nello "Skating Club" locale per poi tesserarsi nel 1997 nel "Roller Club" di Cornate d'Adda, dove è tuttora iscritto. È allenato da Michele Terruzzi, tecnico della nazionale italiana di pattinaggio artistico su rotelle.
Riva concilia sport e studio: è iscritto a Scienze e Tecniche Psicologiche presso l'Università di Milano Bicocca. Riva è il primo atleta al mondo ad aver vinto tre titoli mondiali (obbligatori, libero e combinata) nello stesso anno, per la categoria Seniores maschile.
A tutto il 2008, ha conquistato:
- 19 titoli mondiali (tra giovanili e assoluti)
- 21 titoli europei (tra giovanili e assoluti)
- 38 titoli italiani (tra giovanili e assoluti)

## Giovanili

### Titoli mondiali
- - 2002 - Campionati del mondo - Wuppertal (Germania) - Titolo nelle specialità obbligatori, libero e combinata - categoria Juniores (Roberto in realtà rientrava nella categoria Jeunesse ma fu convocato per il ricco contenuto tecnico dei suoi dischi di gara, e riuscì ad imporsi su atleti più esperti di lui).
  - 2003 - Campionati del mondo - Buenos Aires (Argentina) - Titolo nelle specialità obbligatori, libero e combinata - categoria Juniores.
  - 2004 - Campionati del mondo - Fresno (Stati Uniti) - Titolo nelle specialità obbligatori, libero e combinata - categoria Juniores.

### Titoli europei
- - 1999 - Campionati europei - Follonica (Italia) - Specialità obbligatori, libero e combinata - categoria Cadetti
  - 2000 - Campionati europei - L'Aquila (Italia) - Specialità obbligatori, libero e combinata - categoria Cadetti
  - 2001 - Campionati europei - Renče (Slovenia) - Specialità obbligatori, libero e combinata - categoria Jeunesse
  - 2002 - Campionati europei - Scanno (Italia) - Specialità obbligatori, libero e combinata - categoria Jeunesse
  - 2003 - Campionati europei - Trieste (Italia) - Specialità obbligatori, libero e combinata - categoria Juniores
  - 2004 - Campionati europei - Zurigo (Svizzera) - Specialità obbligatori, libero e combinata - categoria Juniores
  - 2006 - Campionati europei - Monza (Italia) - Specialità obbligatori, libero e combinata - categoria Seniores

## Titoli italiani
- - 1995 - Campionati Italiani - Specialità: libero e combinata - categoria Esordienti
  - 1996 - Campionati Italiani - Specialità: libero e combinata - categoria Esordienti
  - 1997 - Campionati Italiani - Specialità: libero e combinata - categoria Allievi
  - 1998 - Campionati Italiani - Specialità: obbligatori, libero e combinata - categoria Allievi
  - 1999 - Campionati Italiani - Specialità: obbligatori, libero e combinata - categoria Cadetti
  - 2000 - Campionati Italiani - Specialità: obbligatori, libero e combinata - categoria Cadetti
  - 2001 - Campionati Italiani - Specialità: obbligatori, libero e combinata - categoria Jeunesse
  - 2002 - Campionati Italiani - Specialità: obbligatori, libero e combinata - categoria Jeunesse
  - 2003 - Campionati Italiani - Specialità: obbligatori, libero e combinata - categoria Juniores
  - 2004 - Campionati Italiani - Specialità: obbligatori, libero e combinata - categoria Juniores
  - 2005 - Campionati Italiani - Specialità: libero e combinata - categoria Seniores
  - 2006 - Campionati Italiani - Specialità: obbligatori, libero e combinata - categoria Seniores
  - 2007 - Campionati Italiani - Specialità: obbligatori, libero e combinata - categoria Seniores
  - 2008 - Campionati Italiani - Specialità: obbligatori, libero e combinata - categoria Seniores

### Video
- Triplo axel eseguito agli Europei 2006 di Monza, su it.youtube.com.
- Programma lungo eseguito ai Mondiali 2007, su www3.rollersports.tv (archiviato dall'url originale il 18 dicembre 2007).